# Riviervismarkt (Den Haag)
De Riviervismarkt is een straat in het centrum van Den Haag, Regio Haaglanden.

## Historie
Er is al sprake van deze vismarkt in 1797, maar de naam is pas vastgesteld in 1925. In eerste instantie was de naam Riviervischmarkt. De straat wordt gedomineerd door de eeuwenoude Grote Kerk aan de ene kant, en het voormalige hoofdkantoor van de Nutsspaarbank uit 1920 aan de andere kant. Naast de kerk staat een waterpomp die 260 jaar oud zou zijn (2019). Sinds 2019 is deze weer functioneel. Het is een van de slechts 3 overgebleven oude pompen. Aangrenzend, op de hoek van de Schoolstraat, waren de visbanken. Daar werd zeevis verkocht door vissersvrouwen, die met die vissen uit Scheveningen kwamen lopen.
Van de oude Riviervismarkt is weinig overgebleven. Die liep door waar nu de Torenstraat is en vervolgde als Westeinde. Ook de huidige Jan Hendrikstraat bestond nog niet; dat was een smal doodlopend zijstraatje van het Westeinde. In 1925 waren de "nieuwe" Jan Hendrikstraat en Torenstraat klaar.

## Openbaar vervoer
In 1924 had de 2e HTM-buslijn in Den Haag zijn beginpunt op de Riviervischmarkt. Dit was lijn 4, en dat was de tweede buslijn 4 in één jaar. Deze lijn reed naar Kijkduin. In 1926 kwam er een lijn naar het Zuiderpark bij, met  lijnnummer 7, en die werd ook dat jaar weer opgeheven. Zodoende had de HTM tegelijkertijd een buslijn 4 en een tramlijn 4, en later buslijn 7 en tramlijn 7. Buslijn 4 werd in 1927 lijn M. Alle HTM-buslijnen hadden daarna lijnletters, tot in 1955. In 1927 en 1928 reed buslijn K ook hier.
In 1880 ging paardentramlijn D over de Riviervischmarkt rijden, op zijn route van het Plein dóór het Binnenhof en via het Westeinde. In 1907 werd dit de elektrische tramlijn 4. Tussen 1919 en 1926 werd dit lijn 13 (3e). In 1926 werd deze route opgeheven. In 1928 gaat tramlijn 3 in één richting over de Riviervischmarkt rijden, en lijn 20 krijgt er zijn beginpunt. In 1948 werd dit lijn 2 (3e). Ook lijn 3A reed er. In 1963 werd lijn 2 opgeheven. Vanaf toen reed alleen lijn 3 er nog, tot die in 2003 wordt verlegd en vervangen door lijn 17, later 16, en sinds 2022 weer lijn 17.Ook werd en wordt deze straat vaak als omleidingsroute gebruikt door onder andere lijn 2 of 6 of RandstadRail. 